# Hemidactylus homoeolepis
Hemidactylus homoeolepis là một loài thằn lằn trong họ Gekkonidae. Loài này được Blanford mô tả khoa học đầu tiên năm 1881.